# Parti démocrate européen (Tchéquie)
Le Parti démocrate européen (en tchèque, Evropská demokratická strana EDS) est un parti politique fondé en 2008, de tendance conservateur-libéral. Son leader est Jana Hybášková.
En juillet 2009, EDS a signé une alliance stratégique avec le KDU-ČSL. Avec l'accent mis sur les élections à la Chambre des députés, Jana Hybášková a été placée en tête des premiers candidats de la KDU-CSL pour la région de Hradec Králové. Après l'annulation des élections anticipées à l'automne 2009, le KDU-ČSL et EDS, poursuivent leur collaboration continue. Les candidats pour élection en mai 2010 ont été modifiées, Jana Hybášková est échangée avec M. Cyril Svoboda, et est ainsi devenue les principaux candidats pour la ville.
EDS sur son site internet a déclaré qu'il appuyait Dana Drabova, Jiří Menzel, Fedor Gal et Thomas Císařovský.
Le parti semble être dissous fin 2010.
Bien qu'il partage le nom avec le Parti démocrate européen, il n'est pas lié à ce dernier.

## Personnel
Les dirigeants comprennent :
- President: Jana Hybášková MEP.
- Jana Ryšlinková, ancien Deputy Minister for Regional Development and membre du conseil de la ville de Prague.
- Věra Jourová, ancien ministre du développement régional.
- Jiří Šedivý, ancien army Chief of General Staff.

## Soutiens
Les soutiens de l'EDS comprennent :
- Václav Havel, ancien président tchèque.
- Ivan Wilhelm, physicien nucléaire et ancien recteur de l'Université Charles de Prague.